# NGC 6175/1
NGC 6175/1 је лентикуларна галаксија у сазвежђу Херкул која се налази на NGC листи објеката дубоког неба.
Деклинација објекта је + 40° 37' 49" а ректасцензија 16h 29m 57,4s. Привидна величина (магнитуда) објекта NGC 6175 износи 13,7 а фотографска магнитуда 14,7. NGC 61751 је још познат и под ознакама UGC 10422, MCG 7-34-87, CGCG 224-50, PGC 58362.